# 洪山镇 (沈丘县)
洪山乡，是中华人民共和国河南省周口市沈丘县下辖的一个乡镇级行政单位。

## 行政区划
洪山乡下辖以下地区：
洪山村、庙山李村、迟庄村、宁庄村、韩寨村、藏庄村、翟庄村、姜桥村、孟店桥村、胡老庄村、东胡庄村、孙小桥村、马庄村、申庄村、辛老庄村、王腰庄村、魏庄村、石关村、周楼村、鸽子楼村、辛堂村、袁庄村和王油坊村。